# 才士真司
才士 真司（さいと しんじ）は、コンテンツ開発、映像制作、脚本家、プロデューサー。

## 経歴
兵庫県尼崎市生まれ。本名、非公開。幼少時は大阪府と熊本県阿蘇に育つ。大阪芸術大学で劇作・脚本を専攻。卒業後、松竹シナリオ研究所に入所。後に映画美学校に在籍。同校、在学中、岩井俊二監督作品「リリィ・シュシュのすべて」にスタッフとして参加。以降、劇映画、ドキュメンタリー映画の現場で制作、撮影、照明、美術などを担当。押井守らの監督作や「20世紀少年3部作」に、キャスティングとして参加しながら、アート系作品をプロデュース。舞台作品の制作や、アートイベントの企画や演出、俳優のトレーナーなども行う。東北被災地での活動中に、香川県の直島、ベネッセハウスミュージアムで瀬戸内国際芸術祭のプログラムとして開催された「ベネッセアートサイト直島の原点・国吉康雄展」の映像制作を依頼されたことをキッカケに、同展の演出と照明設計を担当。以降、アートイベント、ドキュメンタリー作品を中心に活動。国吉康雄関連の企画・取材を続ける。